# Новосёловское (Крым)
Новосёловское  (до 1944 года Фрайдорф; укр. Новоселівське, крымскотат. Montanay, Монтанай) — посёлок городского типа в Раздольненском районе Республики Крым, центр Новосёловского сельского поселения (согласно административно-территориальному делению Украины — Новосёловского поселкового совета Автономной Республики Крым).

## Население
| 1939  | 1959  | 1970  | 1979  | 1989  | 2001  |
| ----- | ----- | ----- | ----- | ----- | ----- |
| 1085  | ↗1827 | ↗2876 | ↗3666 | ↘3621 | ↘3267 |
| 2009  | 2010  | 2011  | 2012  | 2013  | 2014  |
| ↗3292 | ↗3327 | ↗3362 | ↗3381 | ↗3415 | ↘3179 |

По данным всесоюзной переписи населения 1939 года в селе проживало 1084 человека.

## Современное состояние
На 2022 год в посёлке есть детский сад, школа, дом культуры, почта, отделение банка РНКБ, аптека, православный храм и мечеть. Несколько магазинов, кафе, ресторан, пиццерия, заправка.

## История
С 1930 до 1944 гг. село Фрайдорф было центром Фрайдорфского района, с 1944 до 1953 гг. село Новосёловское было центром Новосёловского района. В 1953 году оно было включено в Раздольненский район. В 1960-е годы село было преобразовано в посёлок городского типа (рабочий посёлок).